# Saint-Georges-de-Didonne

Saint-Georges-de-Didonne este o comună în departamentul Charente-Maritime, Franța. În 1 ianuarie 2022 avea o populație de 5.093 de locuitori.